# Robert Plant
Pour les articles homonymes, voir Plant (homonymie).
Robert Anthony Plant, né le 20 août 1948 à West Bromwich (Royaume-Uni), est un chanteur et harmoniciste britannique, dont la réputation internationale s'est établie avec le groupe rock Led Zeppelin depuis sa formation en 1968 jusqu'à sa dissolution en 1980.
Auteur de la plupart des textes, il partage la paternité de la grande majorité des chansons du répertoire original du groupe avec le guitariste Jimmy Page. Par la suite, sa carrière musicale s'est accomplie en solo, avec Jimmy Page dans les années 1990, et à travers diverses collaborations.
Le magazine américain Rolling Stone le classe 15e des 100 meilleurs chanteurs de tous les temps.

## Biographie
Robert Anthony Plant est né à West Bromwich en Angleterre, son père Robert C. Plant est un ingénieur civil pour la Royal Air Force durant la Seconde Guerre mondiale, sa mère Annie Celia Plant (née Cain) est une Rom. Il grandit à Kidderminster, dans le Worcestershire et développe un intérêt certain pour la musique et le chant à un très jeune âge. Comme beaucoup d'adolescents britanniques des années 1960, il est influencé par le blues de musiciens tels que Robert Johnson, Buddy Guy et Muddy Waters. Mais ses goûts sont aussi alimentés par les toutes nouvelles vedettes du rock 'n' roll américain, tel qu'Elvis Presley et Gene Vincent.
Durant les années 1960, il joue avec un certain nombre de groupes très orientés blues (The Crawling King Snakes, Listen, Slip) et enregistre avec eux trois chansons qui n'ont guère d'impact, soit I've Got a Secret, Laughing, Crying, Laughing et You'd Better Run. Il est aussi chanteur d'un groupe de Birmingham, Hobbstweedle avec Bill Bonham, le cousin de John Bonham, puis du groupe Band of Joy dans lequel joue également John Bonham, futur batteur de Led Zeppelin.
En 1967, il enregistre quelques titres, dont Our song, pour la maison de disques CBS, sans véritable succès.

### Les années Led Zeppelin

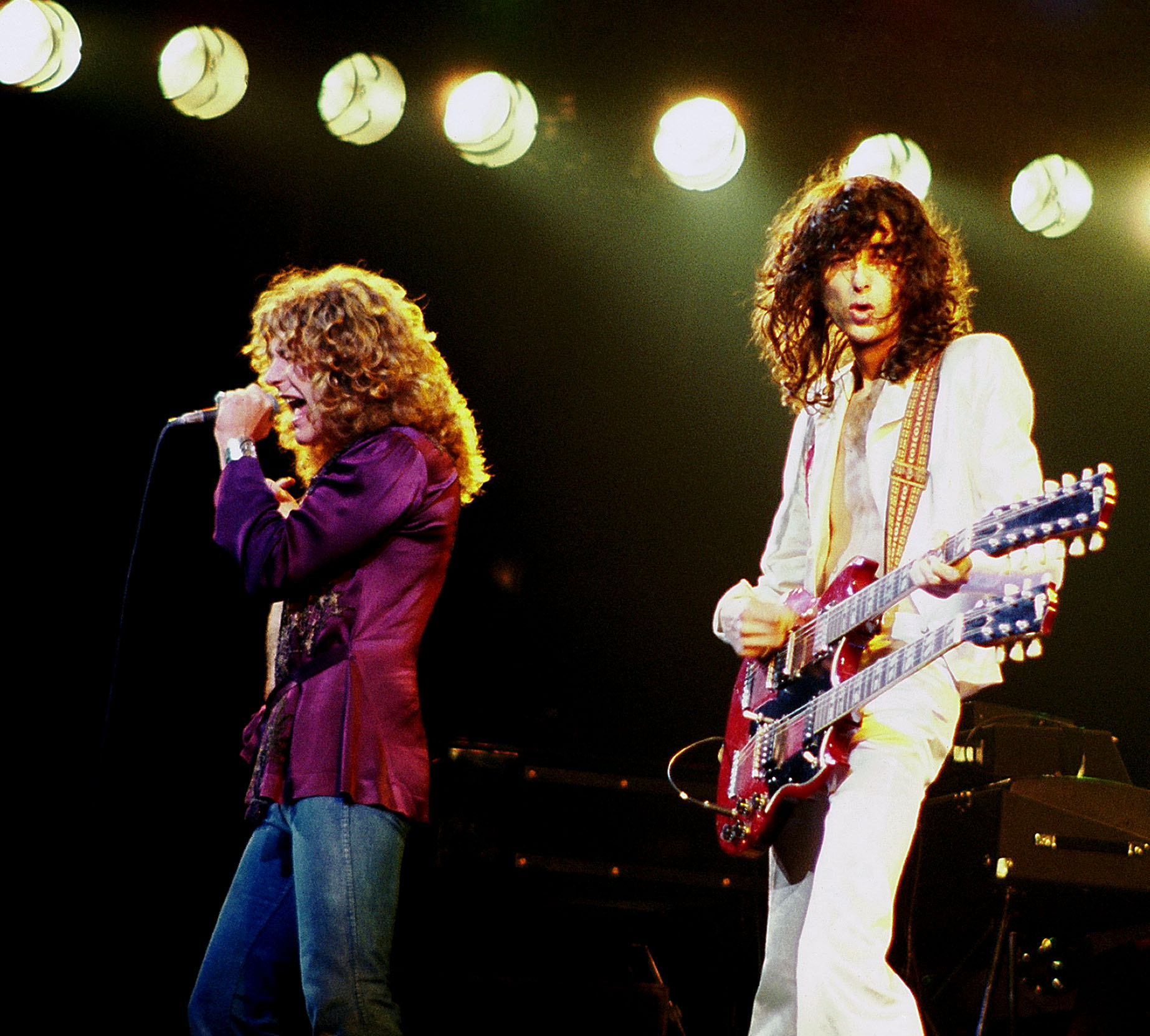
Avec Led Zeppelin en 1977 (à gauche).

En 1968, Jimmy Page, alors guitariste du groupe The Yardbirds alors en fin de carrière, souhaite trouver de nouveaux musiciens pour respecter des engagements professionnels et former éventuellement le groupe dont il a toujours rêvé. À la suite d'une session avec Alexis Korner, Robert chante sur deux pièces, Steal Away et Operator sur laquelle il joue aussi la guitare acoustique et que l'on peut entendre sur l'album Alexis Korner - Bootleg Him! du label Castle Communication. La même année, Jimmy Page le remarque et lui demande de les rejoindre, lui et John Paul Jones, au sein des New Yardbirds. Il accepte et propose aussi son vieil ami le phénoménal batteur John Bonham.
Une fois respectés les engagements de concerts pris par les New Yardbirds, le groupe sera rapidement renommé Led Zeppelin. Ce groupe culte va, pendant plus de dix ans, tenir le haut de l'affiche en sortant de nombreux albums et en effectuant des tournées à travers le monde. En 1979, Led Zeppelin enregistre ce qui sera le dernier album, In Through the Out Door. La mort de John Bonham à 32 ans le 25 septembre 1980 met fin à Led Zeppelin.

### Carrière solo
Après la mort de John Bonham, les membres de la formation décident de tout arrêter. Robert, après quelques années de silence, se lance dans une carrière solo, avec un premier album nommé Pictures at Eleven (1982) avec le batteur Phil Collins sur six chansons et Cozy Powell sur les deux autres. The Principle of Moments sort en 1983 avec encore une fois Phil Collins à la batterie sur 6 chansons ainsi que l'ex-Jethro Tull Barriemore Barlow sur les deux autres, suivi de Shaken 'n' Stirred en 1985, Now and Zen en 1988, Manic Nirvana en 1990 et Fate of Nations en 1993).
Le 20 avril 1992, Robert Plant participe au concert en hommage à Freddie Mercury, The Freddie Mercury tribute, en interprétant le titre Innuendo ainsi que Crazy little thing called love en compagnie des membres du groupe Queen.
En 1994, Robert Plant et Jimmy Page se retrouvent pour l'album No Quarter: Jimmy Page and Robert Plant Unledded et s'embarquent pour une tournée internationale. Quatre ans plus tard, le duo récidive avec Walking into Clarksdale.
Ensuite, Robert Plant se retire partiellement et renaît de ses cendres en 2002, avec Dreamland, un nouvel album et un nouveau groupe, Strange Sensation.
En 2005 sort Mighty ReArranger, un album aux accents africains et electro qui rencontre un large succès aux États-Unis comme en Europe. Mighty ReArranger est annoncé à l'époque comme le meilleur album solo de Robert Plant.

Tournée 2006
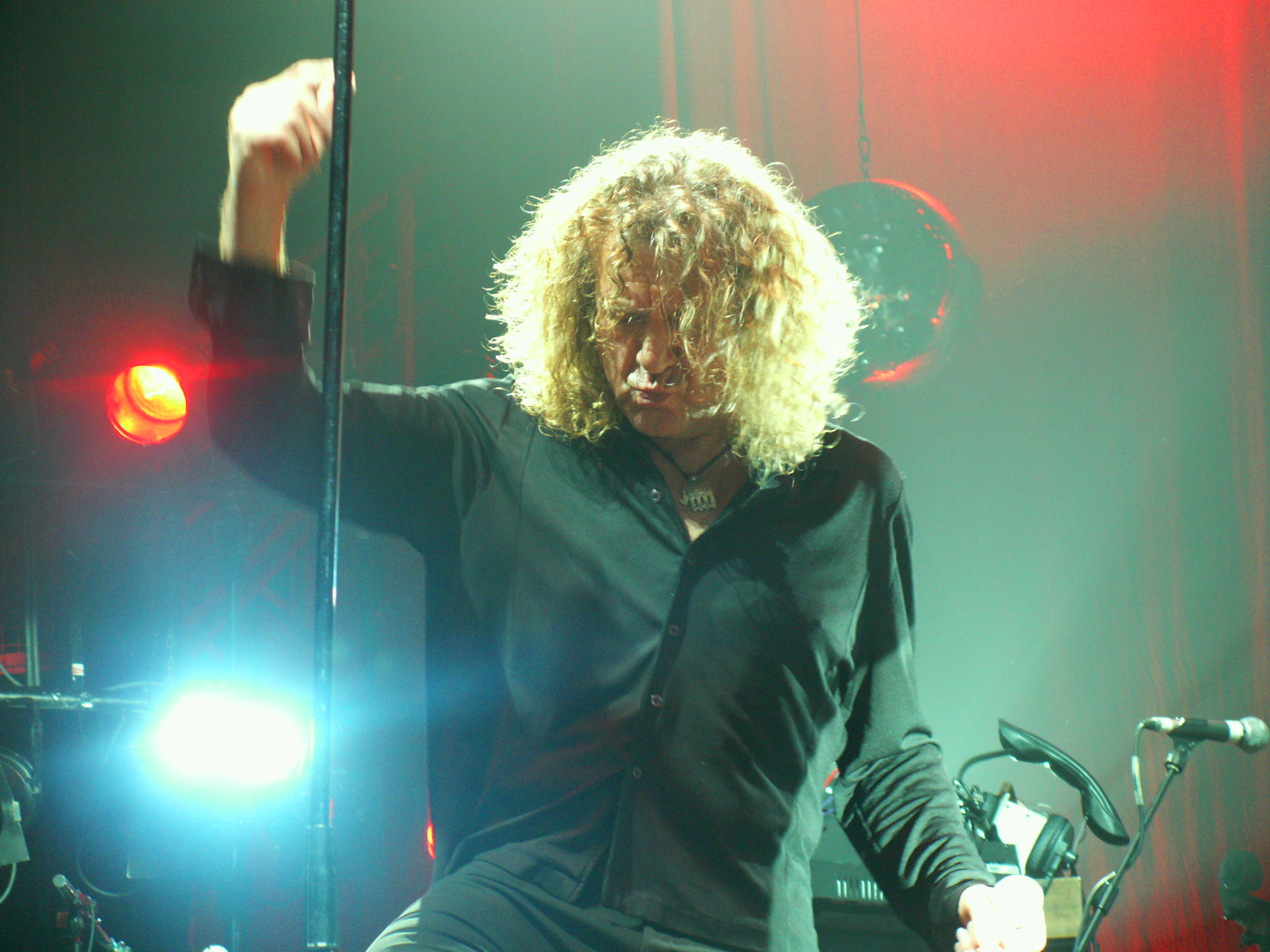
Robert Plant à Amiens
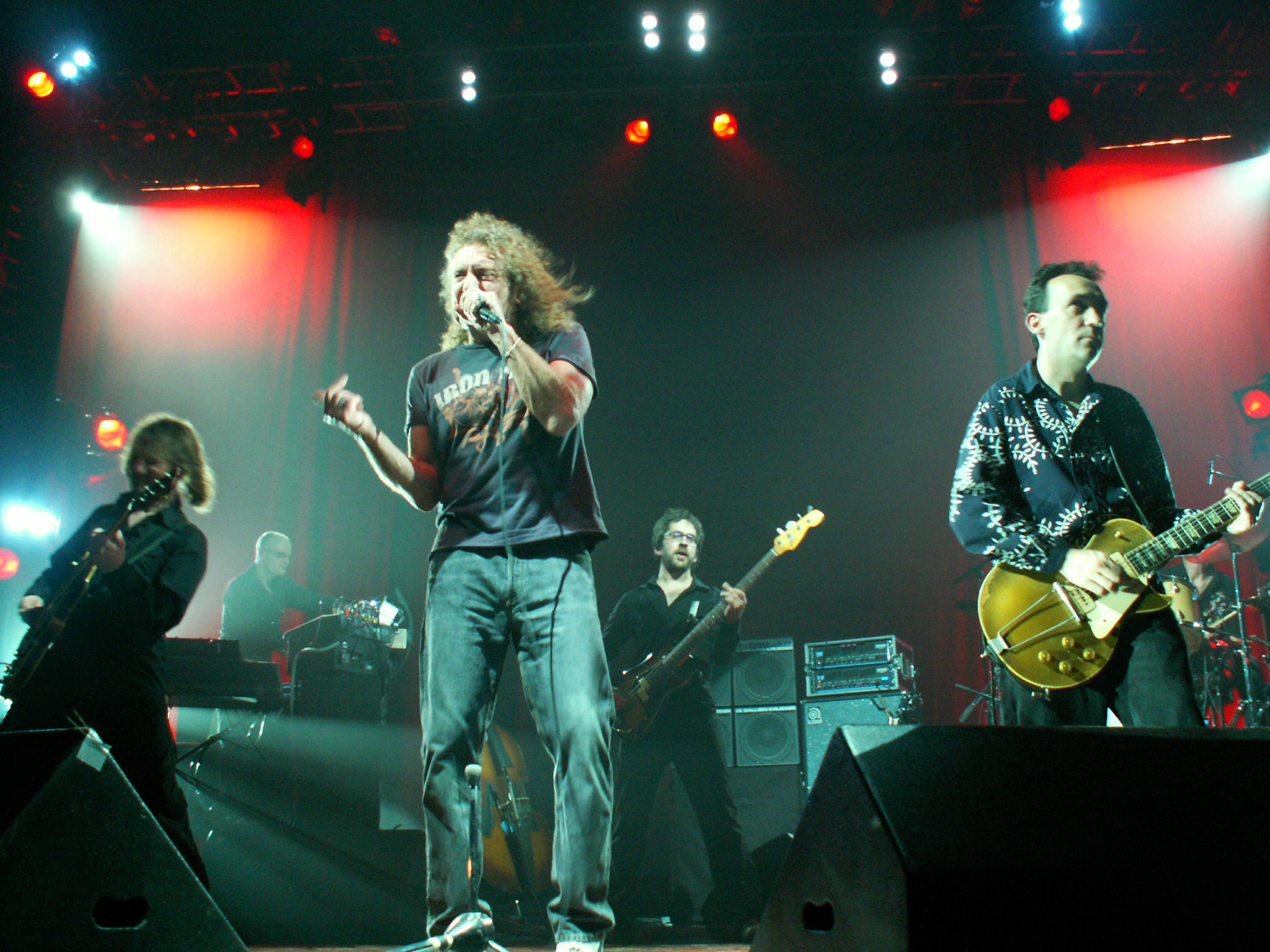
Robert Plant et ses musiciens à Lille
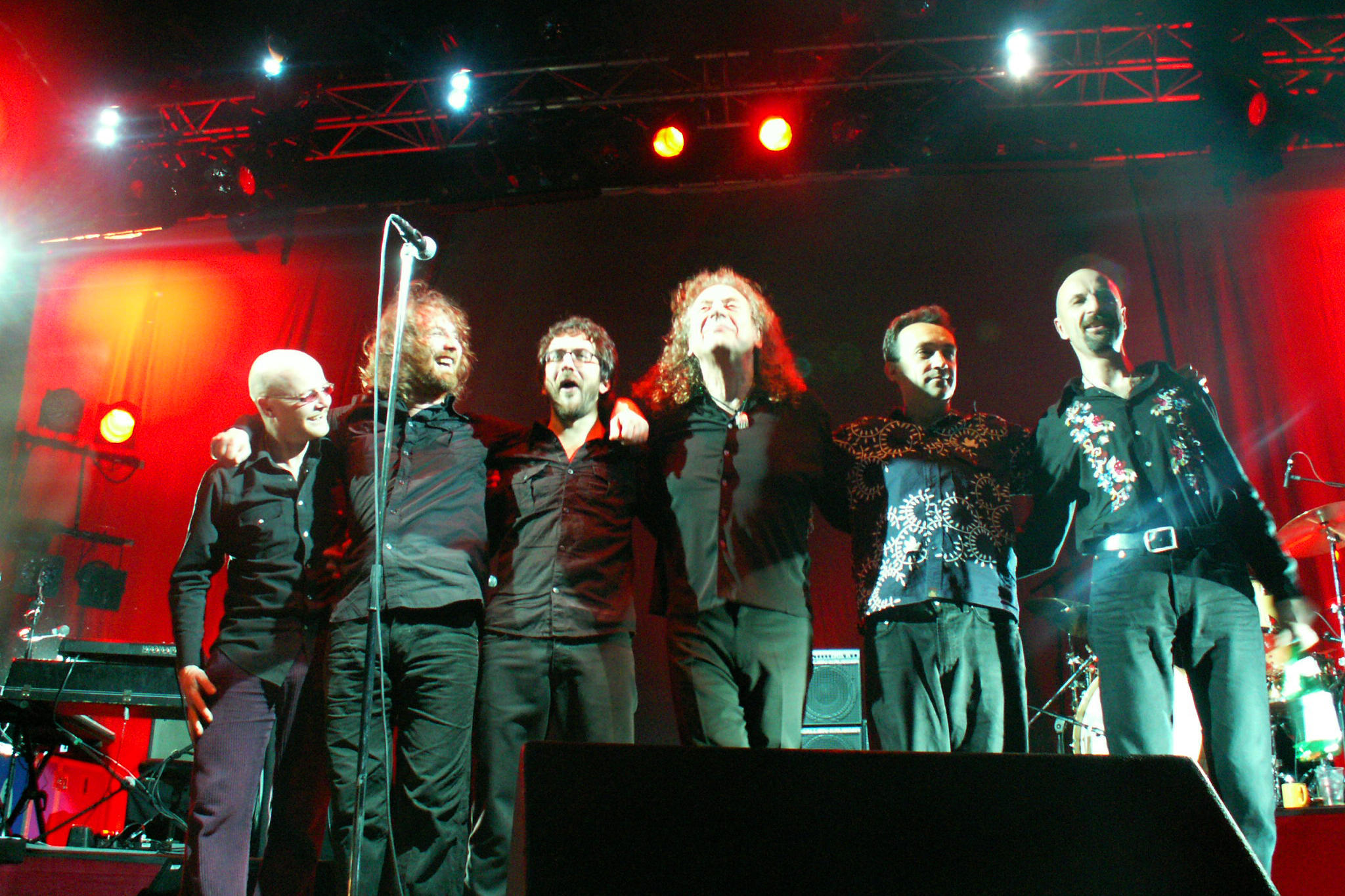
Robert Plant et ses musiciens à Reims
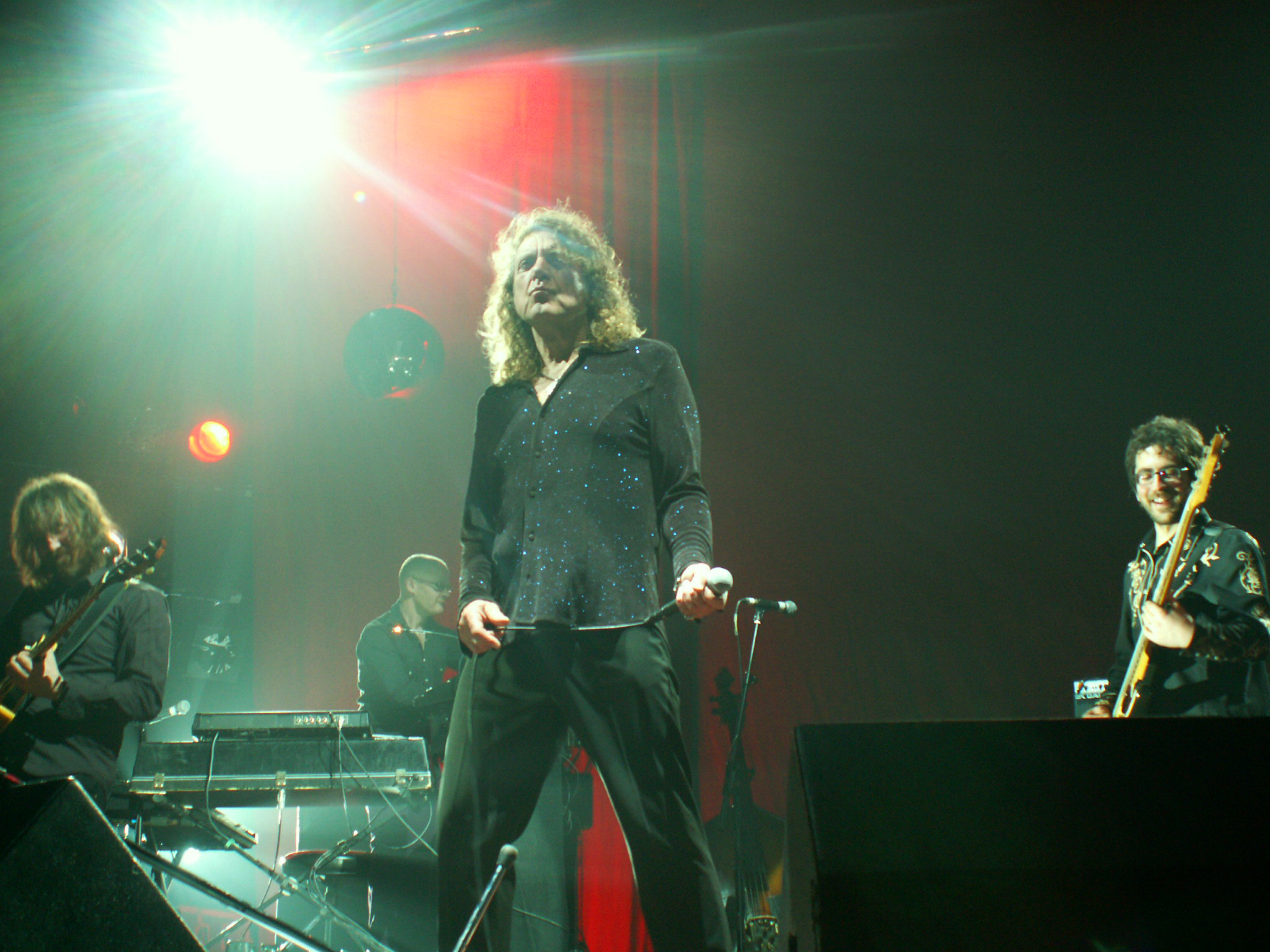
Robert Plant à Rouen

En 2007, il sort un album de reprises avec Alison Krauss (chanteuse violoniste de bluegrass), Raising Sand. Ils effectuent ensemble une tournée mondiale durant l'année 2008. Ils remportent d'ailleurs le 8 février 2009, lors de la 51e cérémonie des Grammy à Los Angeles, quatre récompenses : « album de l'année », « enregistrement de l'année » pour Please Read the Letter, « meilleure collaboration vocale pop » pour Rich Woman et « meilleure collaboration vocale country » pour Killing the Blues.
Le 10 décembre 2007, il participe à la reformation exceptionnelle de Led Zeppelin à l'occasion d'un concert caritatif en hommage à Ahmet Ertegün (fondateur d'Atlantic Records) à Londres. À l'issue de ce concert, unanimement salué par la critique et la profession, Robert Plant ne semble pas vouloir donner suite aux appels du pied de ses camarades afin de reformer le groupe, ni pour un album, ni pour une tournée, refusant notamment une offre de 100 millions de dollars de la part d'un promoteur.
Plant semble, en effet, vouloir se concentrer sur sa carrière solo. Après avoir longtemps évoqué l'enregistrement d'un second album (finalement sorti en 2021) avec Alison Krauss, le duo se sépare et Robert Plant lance un nouveau projet solo, baptisé Band of Joy en hommage au groupe de son adolescence dans lequel il joua avec John Bonham. Néanmoins, et mis à part le nom choisi pour ce treizième volet de sa carrière post-Zeppelin, il n'y a rien en commun entre cet album et le groupe du jeune Robert Plant. Ce dernier est le seul membre du groupe originel présent dans le projet, et le son psychédélique du groupe de 1968 fait place aux influences americana, déjà explorées avec Alison Krauss. Pour ce nouvel album, Robert Plant a d'ailleurs enrôlé le guitariste et arrangeur Buddy Miller, pierre angulaire du son de Raising Sand. L'album sort le 13 septembre 2010.
En décembre 2008, il est fait Commandeur de l'Ordre de l'Empire britannique par la reine d'Angleterre Élisabeth II en récompense de sa carrière artistique.
Toujours en 2008, il est élu « meilleure voix de l'histoire du rock » au cours d'un sondage réalisé auprès des auditeurs de la radio britannique Planet Rock. Avec 10 % des votes, il devance Freddie Mercury, Paul Rodgers, Ian Gillan et Roger Daltrey et est classé à la 15e place des « 100 plus grands chanteurs de tous les temps » du magazine Rolling Stone, tous styles musicaux confondus, hommes et femmes, mais se classe 5e parmi les chanteurs rock du palmarès où seuls le devancent Elvis Presley, John Lennon, Bob Dylan et Paul McCartney. Il est dans ce classement le signataire du texte hommage à Elvis Presley.

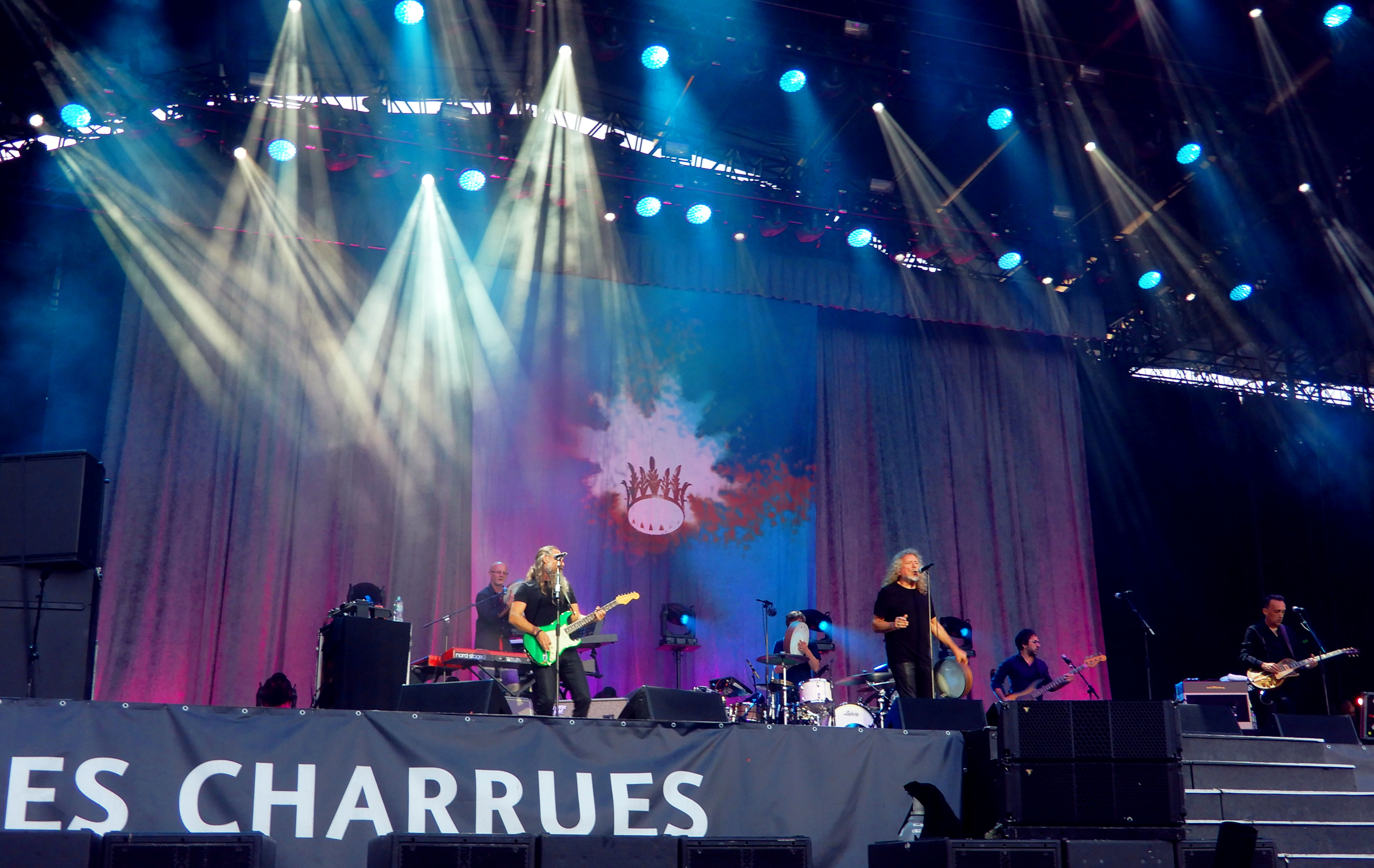
Robert Plant au festival des Vieilles Charrues en 2018.

En 2011, les lecteurs de Rolling Stone le désignent « meilleur chanteur de tous les temps ».

### Vie privée
Le 9 novembre 1968, Robert épouse au Roundhouse de Londres, Maureen, née le 20 novembre 1948 à Kolkota (Inde), une métisse anglo-indienne qu'il a rencontrée trois ans plus tôt. Ils ont trois enfants : Carmen Jane, Karac Pendragon et Logan Romero.
En août 1975, Robert et Maureen survivent de justesse à un grave accident de voiture mais Robert en garde des séquelles à une jambe. Plus tragique encore : en juillet 1977, son fils Karac meurt d'une maladie foudroyante. Le couple divorce en août 1983.

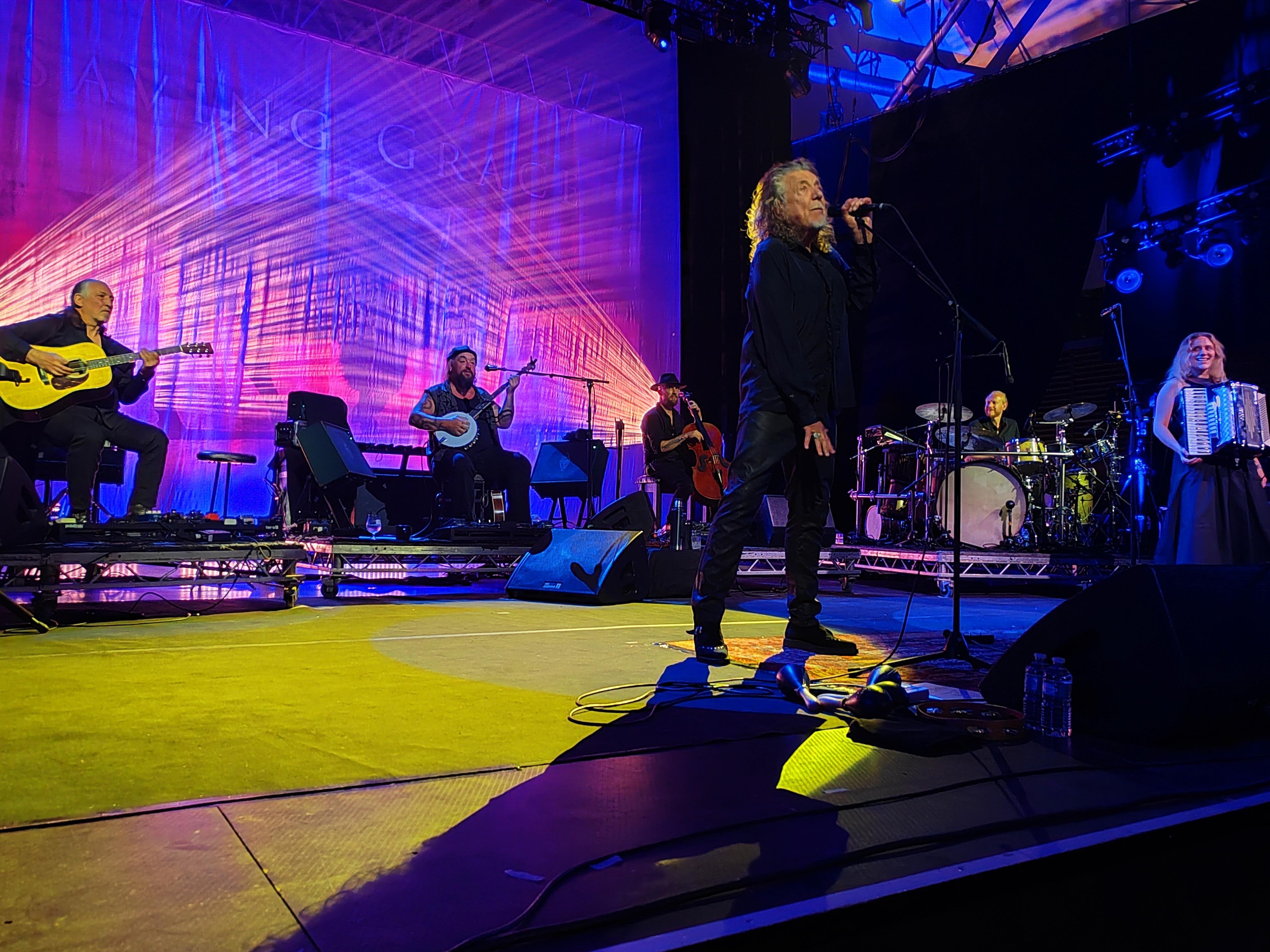
Robert Plant (Saving Grace, Feat. Suzi Dian) au Festival de Poupet 2025.

En 1991, Plant a un fils, Jesse Lee, avec Shirley Wilson, la sœur de Maureen.
Patty Griffin et Robert Plant sont en couple entre 2010 et 2014.

## Discographie

### Led Zeppelin

#### Albums studio
- 1969 : Led Zeppelin
- 1969 : Led Zeppelin II
- 1970 : Led Zeppelin III
- 1971 : Led Zeppelin IV
- 1973 : Houses of the Holy
- 1975 : Physical Graffiti
- 1976 : Presence
- 1979 : In Through the Out Door
- 1982 : Coda

#### Albums live
- 1976 : The Song Remains the Same
- 1997 : BBC Sessions
- 2003 : How the West Was Won
- 2012 : Celebration Day

### En solo

#### Albums studio
- 1982 : Pictures at Eleven
- 1983 : The Principle of Moments
- 1985 : Shaken 'n' Stirred
- 1988 : Now and Zen
- 1990 : Manic Nirvana
- 1993 : Fate of Nations
- 2002 : Dreamland
- 2005 : Mighty ReArranger
- 2010 : Band of Joy

### Robert Plant And The Sensational Space Shifters

#### Albums studio
- 2014 : Lullaby and… The Ceaseless Roar
- 2017 : Carry Fire

#### Album live
- 2012 : Robert Plant presents The Sensational Space Shifters : (Live in London '12)

#### DVD
- 2018 : Robert Plant and The Sensational Space Shifters : Live At David Lynch's Festival Of Disruption

#### Compilations
- 2003 : Sixty Six to Timbuktu
- 2006 : Nine Lives (Coffret 9 albums + 1 DVD)
- 2020 : Digging Deep : Subterranea

### Albums en collaboration
- 1968 : Bootleg him de Alexis Korner - Robert chante sur une pièce Operator Cet album sera réédité sous le titre A new generation of blues en 1991 sur BGO Records puis en 2001 sur Castle Music avec une autre pièce sur laquelle apparaît Robert plant, Steal Away. À noter que la pièce Operator  apparaît aussi sur la compilation de Robert Plant, Sixty-Six to Timbuktu.
- 1984 : The Honeydrippers: Volume One (avec The Honeydrippers) avec Jimmy Page, Jeff Beck et Brian Setzer

#### Page & Plant
- 1994 : No Quarter: Jimmy Page and Robert Plant Unledded
- 1998 : Walking into Clarksdale
- 2004 : No Quarter: Jimmy Page and Robert Plant Unledded (DVD)

#### Albums communs avecAlison Krauss
- 2007 : Raising Sand
- 2021 : Raise the Roof